# Jericho Appreciation Society
Palmarès
Voir ici
La Jericho Appreciation Society (JAS) était un clan de catcheurs Heel, composé de Chris Jericho (leader), Jack Hager, Angelo Parker, Matt Menard, Daniel Garcia, Sammy Guevara, Tay Melo et Anna Jay. Ils travaillent actuellement à la All Elite Wrestling et la Ring of Honor. 
Le gimmick du groupe reprend les références du Sports Entertainment, terme précédemment utilisé par la WWE, où Jericho catchait auparavant de 1999 à 2018.

## Histoire
Le 9 mars 2022 à Dynamite, Chris Jericho et Jack Hager effectuent un Heel Turn en attaquant Ortiz, Santana et Eddie Kingston, avec l'aide d'Angelo Parker, Matt Menard et Daniel Garcia, créant le clan et provoquant la dissolution du Inner Circle.
Le 29 mai à Double or Nothing, les cinq hommes battent Blackpool Combat Club (Bryan Danielson et Jon Moxley), Eddie Kingston, Ortiz et Santana dans un Anarchy of the Arena match. Le 15 juin à Dynamite, Sammy Guevara et Tay Melo effectuent un Heel Turn en rejoignant officiellement le clan. Le 26 juin à AEW × NJPW: Forbidden Door, Minoru Suzuki, Sammy Guevara et Chris Jericho battent Shota Umino, Wheeler Yuta et Eddie Kingston dans un 6-Man Tag Team match.
Le 13 juillet à Fyter Fest - Night 1, Jack Hager perd face à Claudio Castagnoli. La semaine suivante à Fyter Fest - Night 2, Chris Jericho bat Eddie Kingston dans un Barbed Wire Everywhere Death match. Pendant le combat, Anna Jay effectue un Heel Turn en attaquant Ruby Soho et en libérant les quatre hommes du clan, enfermés dans la cage à requins, puis rejoint officiellement le clan. Le 27 juillet à Fight for the Fallen, Daniel Garcia bat son modèle Bryan Danielson, revenu de blessure. Le 4 septembre lors du pré-show à All Out, Sammy Guevara et Tay Melo conservent leurs titres mixtes par équipe de la AAA en battant Ortiz et Ruby Soho. Plus tard dans la soirée, le leader du clan bat, lui aussi, Bryan Danielson. Trois soirs plus tard à Dynamite, Daniel Garcia devient le nouveau champion Pure de la ROH en battant Wheeler Yuta, remportant le titre pour la première fois de sa carrière. Après le combat, il serre la main de son adversaire et celle de son modèle, qui lui attache la ceinture autour des hanches. Le 21 septembre à Dynamite: Grand Slam, Chris Jericho devient le nouveau champion du monde de la ROH en battant Claudio Castagnoli de manière controversée, remportant le titre pour la première fois de sa carrière.
Le 19 novembre à Full Gear, le Canadien conserve son titre en battant son même adversaire, Bryan Danielson et Sammy Guevara dans un Fatal 4-Way match. Le 10 décembre lors du pré-show à ROH Final Battle 2022, Angelo Parker et Matt Menard battent Eli Isom et Cheeseburger. Plus tard, Daniel Garcia perd face à Wheeler Yuta, ne conservant pas son titre et mettant fin à un règne de 94 jours. En fin de soirée, Chris Jericho perd face à Claudio Castagnoli, ne conservant pas son titre et mettant fin à un règne de 80 jours.
Le 5 mars 2023 à Revolution, le leader du clan perd face à Ricky Starks.
Le 28 mai à Double or Nothing, il perd face à Adam Cole dans un Unsanctioned match. À la fin de la soirée, Sammy Guevara ne remporte pas le titre mondial de la AEW, battu par MJF dans un Fatal 4-Way match, qui inclut également Darby Allin et "Jungle Boy" Jack Perry. Le 25 juin à Forbidden Door, Daniel Garcia ne remporte pas le titre International de la AEW, battu par Orange Cassidy dans un 4-Way match, qui inclut également Katsuyori Shibata et Zack Sabre Jr.. À la fin de la soirée, Suzuki Gods (Chris Jericho, Sammy Guevara et Minoru Suzuki) perd face à Sting, Darby Allin et Tetsuya Naitō dans un Trios match.
Le 9 août à Dynamite, le clan se dissout. En effet, les désormais ex-membres de la JAS reprochent à leur leader son égoïsme, son manque de solidarité vis-à-vis d'eux et de ne rien leur donner en retour.

## Membres

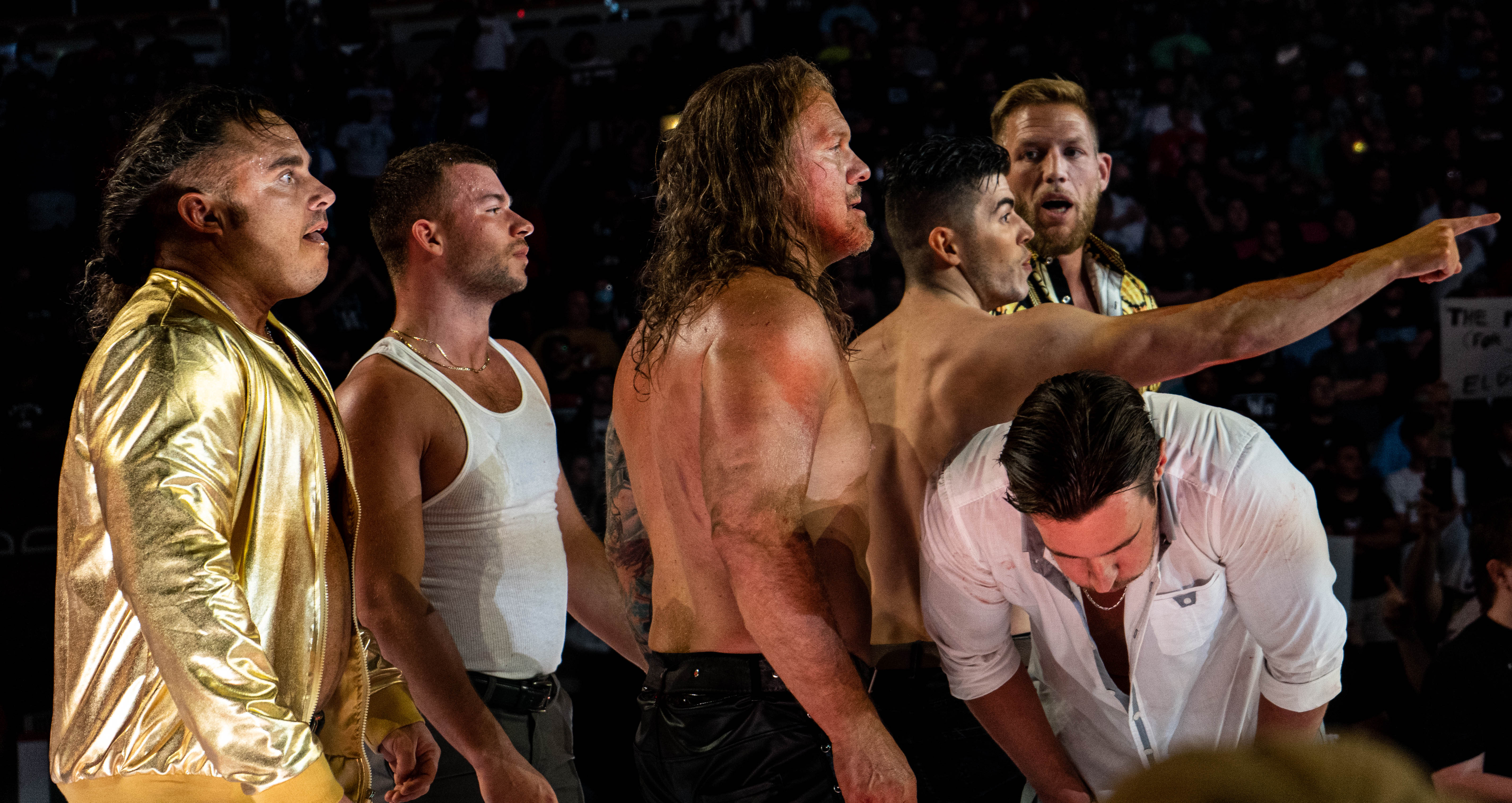
De gauche à droite : Matt Menard, Daniel Garcia, Chris Jericho, Sammy Guevara, Jake Hager et Angelo Parker le 26 juin 2022, à AEW x NJPW : Forbidden Door.

| * | Membres fondateurs |
| L | Chef               |

### Membres du clan
| Identité               | Identité | Arrivée         | Départ      | Notes                                        |
| ---------------------- | -------- | --------------- | ----------- | -------------------------------------------- |
| Chris Jericho          | * L      | 9 mars 2022     | 9 août 2023 | 1 fois champion du monde de la ROH           |
| Daniel García          | *        | 9 mars 2022     | 9 août 2023 | 1 fois champion Pure de la ROH               |
| Jake Hager             | *        | 9 mars 2022     | 9 août 2023 |                                              |
| Angelo Parker          | *        | 9 mars 2022     | 9 août 2023 |                                              |
| Matt Menard            | *        | 9 mars 2022     | 9 août 2023 |                                              |
| Sammy Guevara          |          | 15 juin 2022    | 9 août 2023 | 1 fois AAA World Mixed Tag Team Championship |
| Tay Conti / Tay Melo   |          | 15 juin 2022    | 9 août 2023 | 1 fois AAA World Mixed Tag Team Championship |
| Anna Jay / Anna Jay AS |          | 20 juillet 2022 | 9 août 2023 |                                              |

## Sous-groupes

### Courant
| Affilier                 | Membres                                 | Mandat    | Taper        | Promotion(s) |
| ------------------------ | --------------------------------------- | --------- | ------------ | ------------ |
| 2point0                  | Angelo Parker Matt Ménard               | 2022-2023 | Tag team     | AEW          |
| 2point0 et Daniel Garcia | Angelo Parker Matt Ménard Daniel García | 2022-2023 | Trios        | AEW          |
| Le Sex Gods              | Chris Jericho Samy Guevara Tay Mélo     | 2022-2023 | Tag team     | AEW          |
| Tay Jay AS               | Tay Mélo Anna Jay                       | 2022-2023 | Tag team     | AEW          |
| The sexy couple          | Samy Guevara Tay Mélo                   | 2022-2023 | Équipe mixte | AAA          |

## Palmarès
- Lucha Libre AAA Worldwide
  - 1 fois AAA World Mixed Tag Team Championship - Guevara et Conti / Melo
- Pro Wrestling Illustrated
  - Classé Jericho n ° 22. des 500 meilleurs lutteurs en simple du PWI 500 en 2022
  - Guevara classé n ° 28 des 500 meilleurs lutteurs en simple du PWI 500 en 2022
  - Garcia classé n ° 48 des 500 meilleurs lutteurs en simple du PWI 500 en 2022
  - Hager classé n ° 301 des 500 meilleurs lutteurs en simple du PWI 500 en 2022
  - Classé Parker n ° 368 des 500 meilleurs lutteurs en simple du PWI 500 en 2022
  - Classé Menard n ° 369 des 500 meilleurs lutteurs en simple du PWI 500 en 2022
- Ring of Honor
  - 1 fois ROH World Championship – Jéricho
  - 1 fois ROH Pure Championship - Garcia [21]